# Cryptophlebia ombrodelta
Cryptophlebia ombrodelta là một loài bướm đêm thuộc họ Tortricidae. Nó được tìm thấy ở Ấn Độ, Sri Lanka, Nepal, Indonesia, Trung Quốc, Đài Loan, Việt Nam, Thái Lan, miền tây Malaysia, New Guinea, Philippines, Nhật Bản, Guam, the Caroline Islands, Úc và Hawaii.
Sải cánh dài 15–22 mm.
Ấu trùng ăn a wide range of plants. Recorded food plants are Citrus, coconut, macadamia nuts, Parkinsonia aculeata, Cassia fistula, Cassia occidentalis, Cassia laevigata, Cassia alata, Cassia sophera, Cassia bicapsularis, Nephelium litchi, Acacia species, Aegle marmelos, Sesbania aculeata, Sesbania grandiflora, Tamarindus indica, Feronia, Adenanthera pavonia, Filicium decipiens, Bauhinia hirsuta, Bauhinia purpurea, Bauhinia malabarica, Parkia, Prosopis juliflora, Cocoloba uvifera, Phaseolus lunatus, Poinciana pulcherrima và Pithecellobium dulce.